# Америка (фильм, 2010)
«Америка» (порт. América) — первый полнометражный фильм португальского режиссёра Жуан Нуно Пинту, главную женскую роль в котором сыграла Чулпан Хаматова. В европейский прокат фильм вышел в ноябре 2010 года. В России в прокат вышел 2 мая 2013 года.

## Сюжет
Действие фильма происходит в Португалии. Америка — место, куда хотят попасть персонажи этого фильма. Для этого они ждут фальшивых паспортов, которые делают другие персонажи этого фильма.
Мошенники и клиенты живут в доме, похожем на корабль. Лиза, жена главного мошенника Виттора, — сердце Ноевого ковчега, которая заботится обо всех постояльцах, включая столетнюю бабушку своего мужа.
Среди клиентов — трое русских, с одним из которых (Андреем) Лиза проводит в разговорах южные звёздные ночи, пока они не влюбляются друг в друга.
А тем временем, бизнес Виттора расширяется и привлекает внимание не только местной полиции, но и русской мафии, возглавляемой безжалостным психопатом, которая давно охотится на Андрея и его друзей.

## В ролях
Чулпан Хаматова, Фернанду Луис, Мария Барранко, Михаил Евланов, Динарте Бранку